# Henry Seymour Conway
Henry Seymour Conway (1721 - 9 juillet 1795) est un maréchal et homme d'État britannique. Frère de Francis Seymour-Conway et cousin de Horace Walpole, il commence sa carrière militaire pendant la guerre de Succession d'Autriche. Il occupe divers postes politiques, dont Secrétaire en chef pour l'Irlande, secrétaire d'État au Département du Sud, Leader de la Chambre des communes et secrétaire d'État au Département du Nord. Il accède finalement au poste de commandant en chef des forces.

## Famille et éducation
Il est le deuxième fils de Francis Seymour-Conway (1er baron Conway) (son frère aîné, Popham Seymour-Conway, hérite des domaines de Conway) de sa troisième épouse, Charlotte Seymour-Conway (née Shorter). Il entre au Collège d'Eton en 1732 et jouit désormais d'une étroite amitié avec son cousin Horace Walpole.

## Début de carrière dans l'armée
Il rejoint le régiment de dragons de Molesworth le 27 juin 1737 en tant que lieutenant. Transféré au Grenadier Guards il est promu capitaine le 14 février 1741 et capitaine-lieutenant (l'équivalent du lieutenant-colonel) le 10 mai 1742.
Pendant la guerre de Succession d'Autriche il fait partie du personnel du maréchal George Wade à la bataille de Dettingen en juin 1743 et du personnel du duc de Cumberland à la bataille de Fontenoy en mai 1745. Nommé colonel du 48e régiment d'infanterie le 6 avril 1746, il participe à la bataille de Culloden plus tard au cours de ce mois lors de la rébellion jacobite. Sa bataille suivante, en juillet 1747, se déroule à Lauffeld, où il échappe de peu à la mort. Il est capturé par les Français mais libéré sous condition quelques jours plus tard. En juillet 1749, il passe du 48th Foot au 34e régiment d'infanterie et sert avec son régiment dans la garnison de Minorque en 1751.

## Début de carrière politique
Conway est élu sans opposition au Parlement d'Irlande en 1741 pour le comté d'Antrim et au Parlement britannique pour Higham Ferrers en décembre 1741 sur la recommandation de Robert Walpole. Il est élu en 1747 pour Penryn et pour St Mawes en 1754, tous deux sous le patronage de Boscawen. Il est promu Major général le 12 mars 1755.
En avril 1755, William Cavendish (4e duc de Devonshire), le nouveau Lord lieutenant d'Irlande, le nomme subitement Secrétaire en chef pour l'Irlande. Il prend finalement son siège pour le comté d'Antrim à la Chambre des communes irlandaise en octobre 1755. On espère alors qu'il résoudrait le conflit dans la politique irlandaise entre Henry Boyle et George Pierre, archevêque d'Armagh et John Ponsonby. En fin de compte, il parvient à un compromis, acceptable pour le ministère britannique, dans lequel Boyle laisse la présidence de la chambre pour un titre de comte et John Ponsonby devient président. Il devient valet de la chambre à coucher du roi en avril 1757 auprès de George II et de George III (jusqu'en 1764).

## Guerre de sept ans

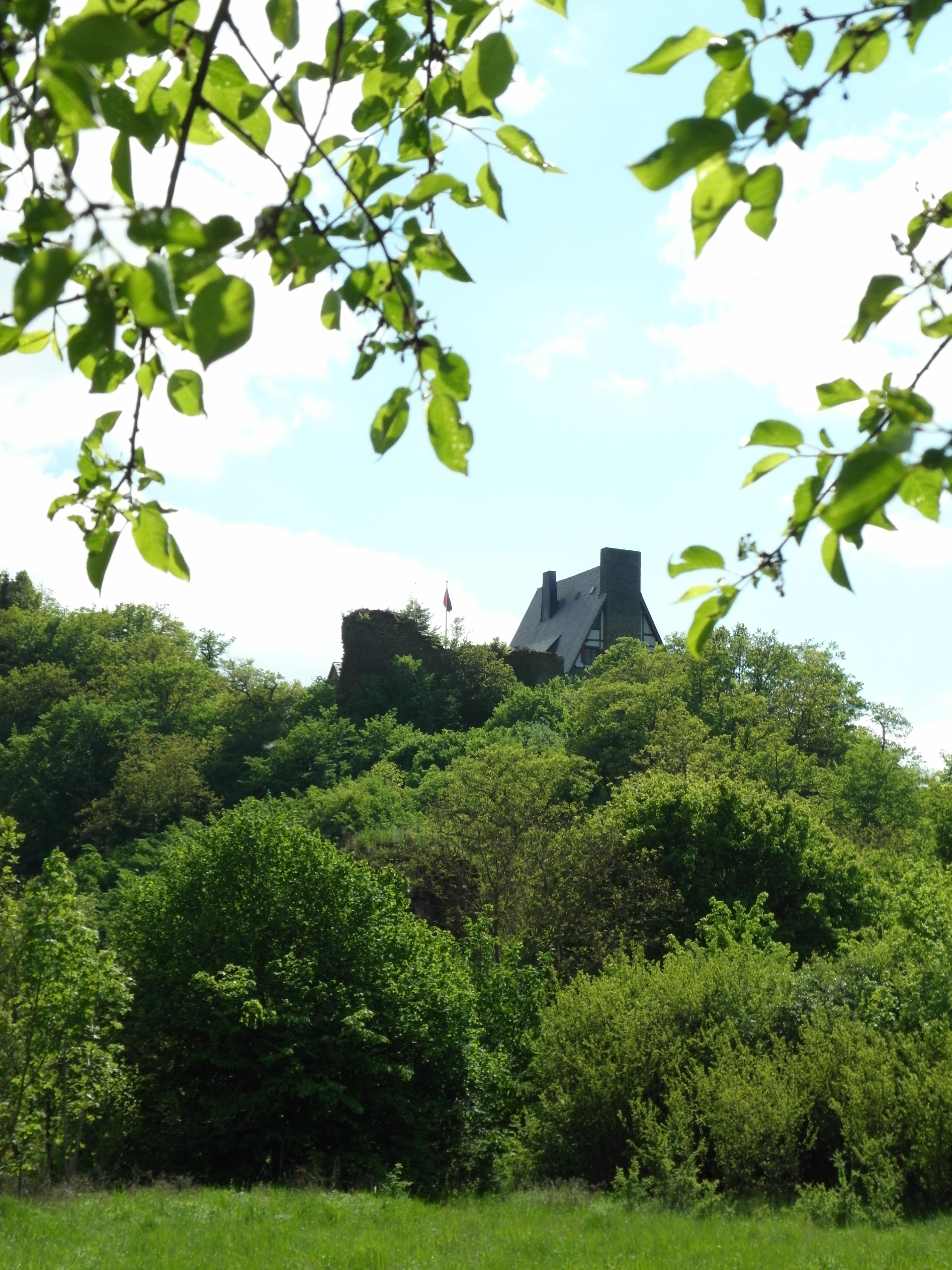
Château de Waldeck, capturé par Conway en 1762 pendant la guerre de Sept Ans.

Il est le commandant en second militaire britannique de l'expédition de Rochefort en 1757 et préconise à plusieurs reprises une attaque sur le Fort Fouras, mais ses collègues ne sont pas d'accord avec une attaque de nuit (qui échoue). En fin de compte, l'expédition revient à Portsmouth n'ayant rien donné. Bien que John Mordaunt (le commandant en chef) ait été acquitté par un tribunal militaire, l’affaire porte atteinte à leur réputation. Dans son mécontentement, George II refuse d'employer Conway lors des campagnes de 1758. Il n'est pas réemployé avant le règne suivant, sauf qu'il est envoyé pour signer un échange de prisonniers à Sluys en 1759. Le 21 avril 1759, il devient colonel du 1er Royal Dragoons et le 25 août 1759, il est promu lieutenant général.
En 1761, il sert en Allemagne en tant qu'adjoint de John Manners (marquis de Granby), commandant britannique de l'armée dirigée par Ferdinand de Brunswick-Lunebourg. Lors de la bataille de Villinghausen en juillet 1761, il commande un corps qui se trouve au centre de la ligne et qui n'est pas attaqué. Il assiste également à la bataille de Wilhelmsthal en juin 1762 et capture le château de Waldeck le mois suivant. Après la signature des préliminaires de paix à Fontainebleau en novembre, il supervise l’embarquement des troupes britanniques en provenance d’Europe et rentre en Angleterre en mars.

## Suite de la carrière politique
Il est réélu à la Chambre des communes en avril 1761, cette fois pour Thetford et le 4 juillet 1761, il devient membre du Conseil privé. En tant que membre éminent de la faction des Whigs de Rockingham, il s’oppose aux actions judiciaires du roi contre le réformiste John Wilkes en 1763 qui aboutissent à son renvoi en 1764 en tant que Groom of the Bedchamber et en tant que colonel du 1er Royal Dragoons. Cela conduit à la publication d'accusations et de contre-accusations dans des pamphlets, car il est à craindre que le gouvernement ait l'intention de purger l'armée de ses opposants politiques.
Il entre en fonction auprès de Charles Watson-Wentworth en tant que secrétaire d'État du Département du Sud en juillet 1765, avant de passer au Département du Nord en mai 1766, poste qu'il occupe jusqu'en janvier 1768, date à laquelle il devient ministre sans portefeuille. Dans ces postes, il cherche à plaider pour une politique modérée à l'égard des colonies américaines, étant le principal partisan de l'abrogation du Stamp Act et s'opposant à la politique fiscale du Chancelier de l'Échiquier Charles Townshend.

## Retour à l'armée
Après sa démission en janvier 1768, il retourne dans l'armée et devient Général le 26 mai 1772 et gouverneur de Jersey le 22 octobre 1772. Il reste une figure importante aux Communes, s’opposant à la tentative britannique de réprimer la révolte américaine. Il est récompensé par un poste au cabinet et par le poste de commandant en chef des forces dans le nouveau ministère de Rockingham en mars 1782. Sa carrière politique s'achève en 1784 lorsqu'il perd son siège au parlement en raison de son opposition au nouveau gouvernement de William Pitt. Il se concentre ensuite sur ses responsabilités militaires, conservant son poste de commandant en chef jusqu'à sa retraite complète en janvier 1793. Promu maréchal le 18 octobre 1793 il meurt à son domicile, Park Place, à Remenham, dans le Berkshire, le 9 juillet 1795.

## Famille
Le 19 décembre 1747, il épouse Caroline, veuve de Charles Bruce (3e comte d'Ailesbury) et fille de John Campbell (4e duc d'Argyll) Ils ont une fille, la sculpteur Anne Seymour Damer.

## Sources
- Tony Heathcote, The British Field Marshals 1733–1997, Pen & Sword Ltd, 1999 (ISBN 0-85052-696-5)